# Motocross

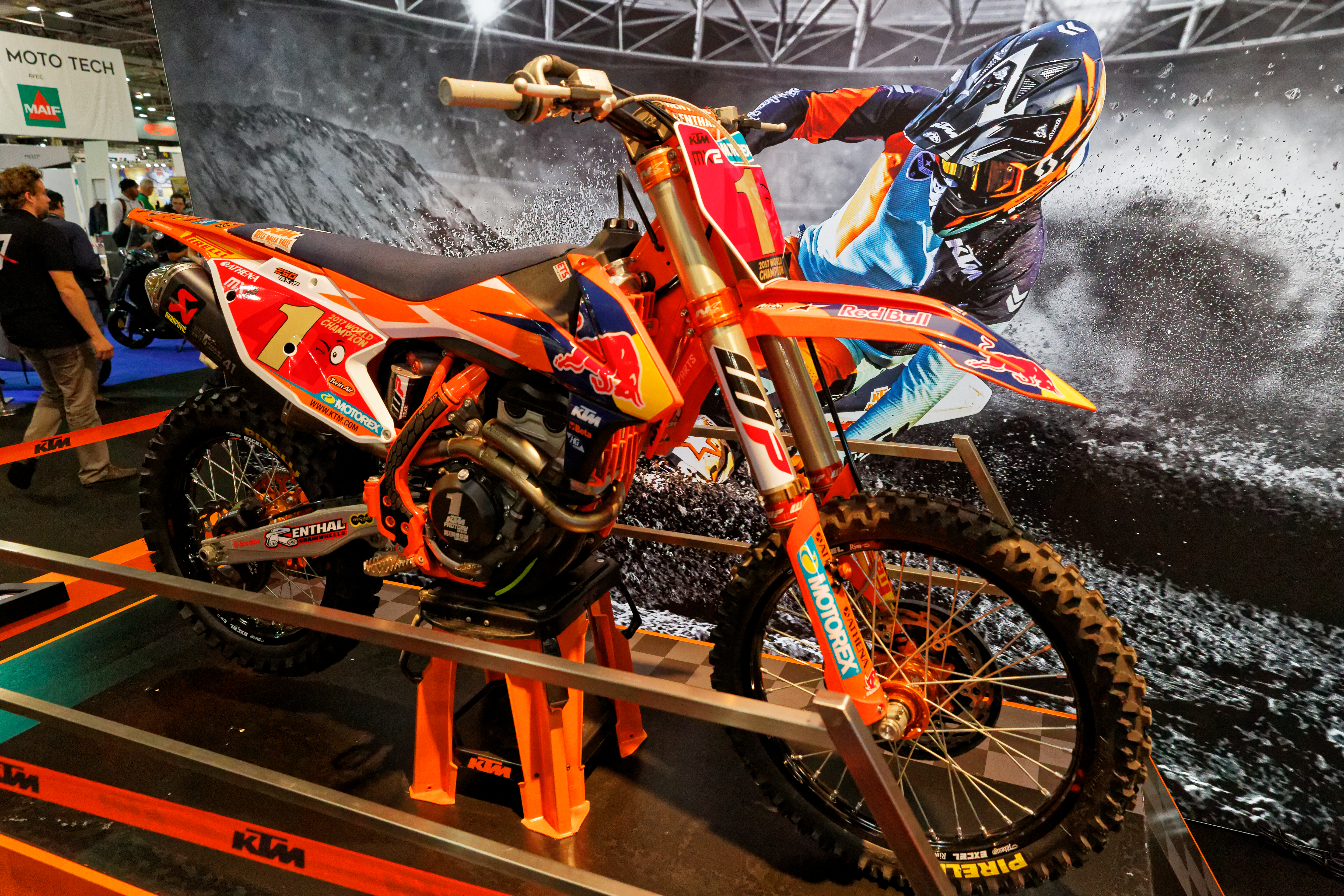
Motocykl crossowy

Zawody motocrossowe

Motocross (oznaczany też skrótami MotoX, MX i cross, kross) – forma wyścigów motocyklowych rozgrywana na specjalnych torach do tego przystosowanych. Tory motocrossowe usypane są zazwyczaj z piasku, gliny lub ziemi. W wyścigu motocrossowym przeważnie bierze udział 40 zawodników. Wyścig w mistrzostwach świata trwa 30 minut + 2 okrążenia. Długość wyścigu zależy od rangi zawodów. Zawodnicy ścigają się na specjalnie przeznaczonych do tych wyścigów motocyklach z silnikami o pojemnościach od 50 cm³ do 525 cm³.
Motocykle używane w motocrossie są bardzo podobne do motocykli enduro. Główne różnice pomiędzy nimi to:
- motocykle motocrossowe nie są dopuszczone do ruchu ulicznego - nie mają oświetlenia, homologowanego wydechu, lusterek itp.
- motocykle motocrossowe są lżejsze od enduro
- motocykle motocrossowe mają inną charakterystykę zawieszeń, zestopniowania skrzyni biegów, przełożeń wstępnych niż enduro. Ustawienia te dostosowane są do specyfiki jazdy po torach. Motocykle enduro dostosowane są bardziej do jazdy po trudnym terenie - piaskach, błotach, wzniesieniach.
Przedsiębiorstwa produkujące motocykle crossowe i enduro:
Honda (Japonia)
Kawasaki (Japonia)
KTM (Austria)
Suzuki (Japonia)
Yamaha (Japonia)
Aprilia (Włochy)
BMW Motorrad (Niemcy)
CCM (Ukraina)
Cobra (USA)
Derbi (Hiszpania)
Gas Gas (Hiszpania)
Husaberg (Szwecja)
Husqvarna (Szwecja)
Maico (Niemcy)
Mojo Motorcycles (Australia)
Polini (Włochy)
Pitster Pro (Stany Zjednoczone)
TM Racing (Włochy)
Vertemati (Włochy)
VOR (Włochy)
Baja (Japonia)
Benelli (Włochy)
Sherco (Francja)
W latach 1956–65 w Polsce produkowano crossową odmianę motocykla Junak - Junak M07-C.

## Federacje
Motocross jest regulowany na całym świecie przez Międzynarodową Federację Motocyklową (FIM), do której należą federacje w wielu krajach:
- Australia – Motorcycling Australia (MA)
- Austria – Oesterreichische Automobil, Motorrad und Touring Club (OAMTC)
- Belgia – Federation Motocycliste de Belgique (FMB)
- Brazylia – Confederação Brasileira de Motociclismo (CBM)
- Czechy – Autoklub České republiky (ACCR)
- Dania – Danmarks Motor Union (DMU)
- Estonia – Eesti Motorrattaspordi Föderatsioon (EMF)
- Finlandia – Suomen Moottoriliitto (SML)
- Francja – Fédération Française de Motocyclisme (FFM)
- Hiszpania – Real Federación Motociclista Española (RFME)
- Holandia – Koninklijke Nederlandse Motorrijdersvereniging (KNMV), Motorsport Organisatie Nederland (MON)
- India – Federation of Motor Sports Clubs of India (FMSCI)
- Irlandia – Motorcycle Union of Ireland (MCUI)
- Kanada – Canadian Motorsport Racing Corp.(CMRC) i Canadian Motorcycle Association (CMA)
- Litwa – Lietuvos Motociklų Sporto Federacija (LMSF)
- Łotwa – Latvijas Motosporta Federācija (LaMSF)
- Niemcy – Deutscher Motor Sport Bund (DMSB)
- Norwegia – Norges Motorsportforbund (NMF)
- Nowa Zelandîa – Motorcycling New Zealand (MNZ) i New Zealand Dirt Bike Federation
- Polska – Polski Związek Motorowy (PZM)
- Portugalia – Federação Motociclismo Portugal (FMP)
- Republika Południowej Afryki – Motorsport South Africa (MSA)
- Rosja – Motorcycle Federation of Russia (MFR)
- Szwecja – SVEMO
- Szwajcaria – Federation Motocycliste Suisse (FMS)
- USA – American Motorcyclist Association (AMA)
- Wielka Brytania – Auto-Cycle Union (ACU) z innymi oddzielnymi spółkami, jak Amateur Motorcycling Association (AMCA), ORPA, BSMA i YSMA
- Włochy – Federazione Motociclistica Italiana (FMI)